# Битва при Кутра
Битва при Кутра́ — одно из важнейших сражений Восьмой (и последней) Религиозной войны во Франции, происходившее 20 октября 1587 года между регулярной королевской армией и ополчением гугенотов под командованием Генриха Наваррского, будущего Генриха IV Французского. Окончилось разгромом католиков.

## Битва
Решающую роль в данном сражении сыграла кавалерия: именно столкновение конных отрядов противоборствующих сторон решило исход сражения. В кавалерийской схватке преимущество было в руках Генриха Наваррского. Герцог де Жуайез повёл свою конницу в атаку на полном скаку, в результате чего лошади в момент непосредственного столкновения с вражеской кавалерией были истощены, а строй де Жуайеза нарушен. Таким образом, его кавалерия потеряла свою эффективность. Генрих Наваррский применил в данном сражении инновационную тактику, согласно которой между эскадронами кавалерии расположил группы мушкетёров (пять человек в каждой шеренге, которых всего было четыре) для их поддержки, слив, таким образом, эти рода войск воедино (данная тактика взаимодействия кавалерии и пехоты была использована королём Швеции Густавом Адольфом более тридцати пяти лет спустя). Ударом лёгкой кавалерии протестанты разбили роялистов, окончательно разгромив их армию.